# Theodor Thannhäuser
Theodor Thannhäuser (* 19. September 1868 in Berlin; † 7. August 1950 in Goslar) war Bürgermeister von Salzgitter.

## Leben
Thannhäuser begann nach dem Abitur im Winter 1890 das Studium der Rechtswissenschaften an der Friedrich-Wilhelm Universität Berlin. Dort wurde er 1891 Mitglied der Burschenschaft Teutonia. 1894 gab er das Studium auf und schlug die militärische Laufbahn ein. 1912 erhielt er den Abschied als Garde-Hauptmann der Landwehr. Bei Ausbruch des Ersten Weltkriegs 1914 reaktiviert, schied er 1917 wieder aus dem Heeresverband aus und wurde im selben Jahr zum Bürgermeister des Solbades Salzgitter gewählt. Nach seinem Abschied aus dem Bürgermeisteramt 1923 war er in Salzgitter als Polizeihauptmann tätig. 1927 wurde er zum kommissarischen Bürgermeister von Salzgitter ernannt, dieses Amt übte er zusätzlich bis 1929 aus. 1930 trat Thannhäuser in den Ruhestand, den er ab 1932 in Goslar verlebte.